# 金森久朋
金森 久朋（かなもり ひさとも、1980年6月22日 - ）は、京都府福知山市出身の元プロ野球選手（投手）。右投右打。現在は東北楽天ゴールデンイーグルスの打撃投手。プロでは育成選手であった。

## 経歴

### プロ入り前
小学一年生から軟式野球を始める。中学校に入学後、福知山ボーイズで硬式野球を始める。当時からポジションは投手。敦賀気比高等学校時代には三年生春、夏と連続で甲子園に出場を果たすも、当時投手であった東出輝裕の控えであったためマウンドに上がる機会はなかった。
その後創価大学に進学し小谷野栄一と同級生だったが、肘をひどく痛めていたためかプロはもとより社会人野球チームからも声がかからず、アルバイトで生計を立てながら、クラブチーム・西多摩倶楽部で野球を続けた。西多摩倶楽部時代はエースで、2004年の第75回都市対抗野球大会東京2次予選では明治安田生命相手に完投勝利。同予選でクラブチームが企業チームを破るのは14年ぶりの快挙。一時フォーム改造に取り組んだ際は谷沢健一前監督、松岡弘監督がつきっきりで指導した。
2006年9月17日に東北楽天ゴールデンイーグルスの入団テストを受験し、ただ一人二次試験を合格した。同年の育成ドラフトで楽天より1巡目指名を受けて育成選手として入団。

### 楽天時代
2007年は二軍で13試合に登板したが、0勝3敗0セーブ・防御率5.00と結果を残せず、同年終了後に球団より戦力外通告を受け、そのまま現役引退した。

### 引退後
引退後は打撃投手としてチームに留まり、現在に至る。

## 選手としての特徴
ストレートはMAX143km/h、平均130km/h台という。主な変化球は、ツーシーム、カーブ、スライダー、フォーク。

## 詳細情報

### 年度別投手成績
- 一軍公式戦出場なし

### 背番号
- 121 （2007年）
- 113 （2008年 - ）